# Снежные дорожки
«Снежные дорожки» — советский рисованный мультипликационный фильм из серии фильмов Бориса Дёжкина на спортивную тему. Это первый фильм режиссёра, посвящённый зимнему виду спорта и положивший начало циклу о соревнованиях команд «Метеор» и «Вымпел».

## Сюжет
Тренер и юные лыжники из спортивной школы поехали на тренировку в зимний лес, где много чего может произойти. Они встретили лыжников-любителей, которые стали задираться и пытались устроить соревнование. Но, чтобы преуспеть в спорте, как и в любом деле, нужно затратить немало труда, надо учиться и тренироваться. Поэтому результат оказался закономерным: спортсмены победили, а лыжники-любители в финале фильма пошли записываться в спортшколу, чтобы начать спортивную карьеру.

## Создатели
| Авторы сценария           | Борис Дёжкин, Александр Кумма, Сакко Рунге                                                   |
| Режиссёр                  | Борис Дёжкин                                                                                 |
| Художники-постановщики    | Светозар Русаков, Борис Дёжкин                                                               |
| Оператор                  | Елена Петрова                                                                                |
| Композитор                | Александр Варламов                                                                           |
| Звукооператор             | Борис Фильчиков                                                                              |
| Художники-мультипликаторы | Борис Дёжкин, Вадим Долгих, Владимир Крумин, Владимир Пекарь, Константин Чикин, Михаил Ботов |